# 茨城県道305号下館停車場線
茨城県道305号下館停車場線（いばらきけんどう305ごう しもだてていしゃじょうせん）は、茨城県筑西市内を通る県道。

## 概要

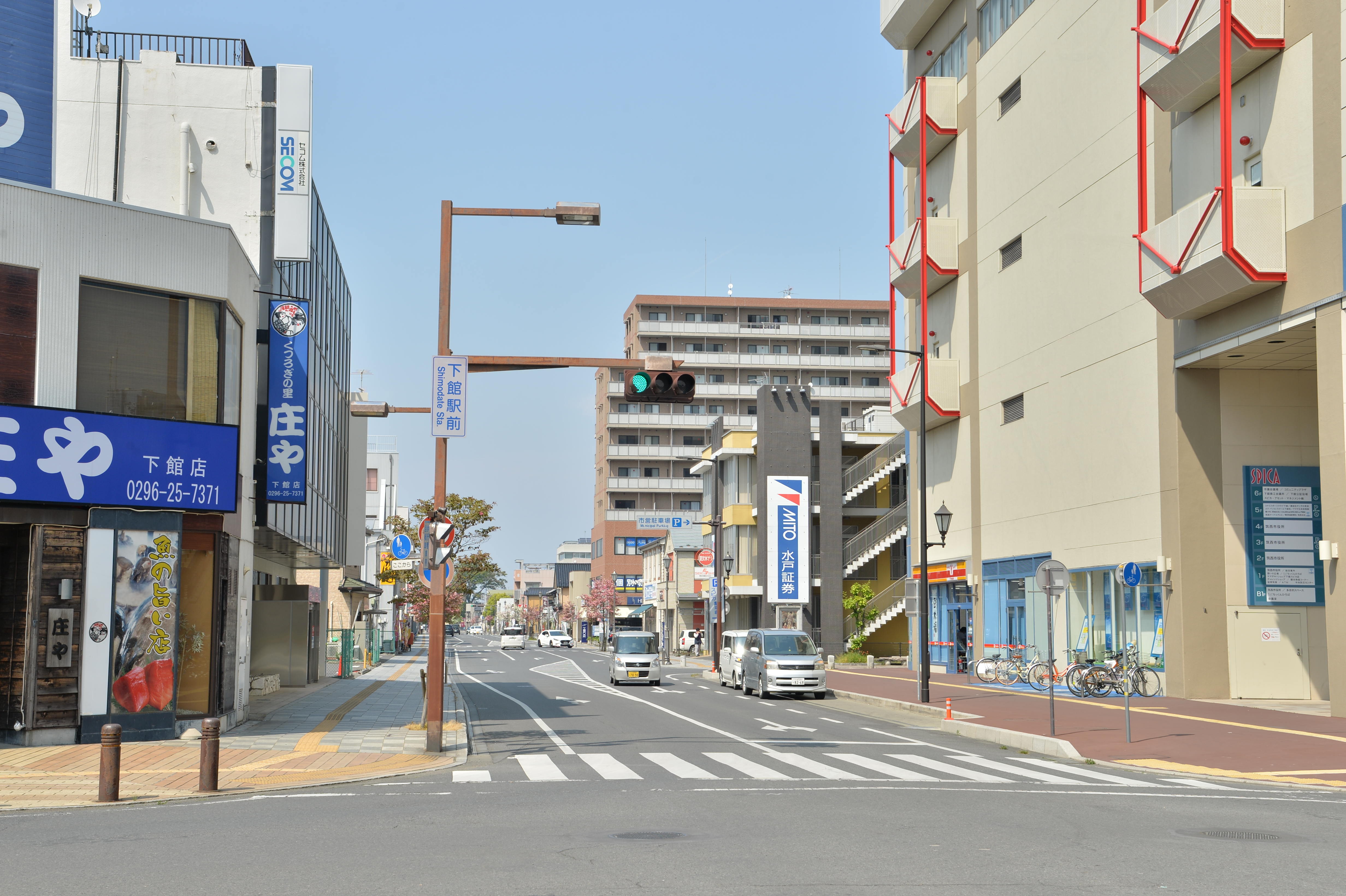
茨城県道305号下館停車場線
下館駅前交差点より撮影（2020年5月）

筑西市の中心である下館市街地を南北に通り、下館駅（JR東日本水戸線・真岡鐵道真岡線・関東鉄道常総線）北口から旧国道50号（2015年に茨城県道7号石岡筑西線に編入された区間）との交点までを結ぶ延長668メートル (m) の道である。「駅前通り」「稲荷町通り」とも呼ばれる。都市計画道路としての路線名は、都市計画道路稲荷町線である。

### 路線データ

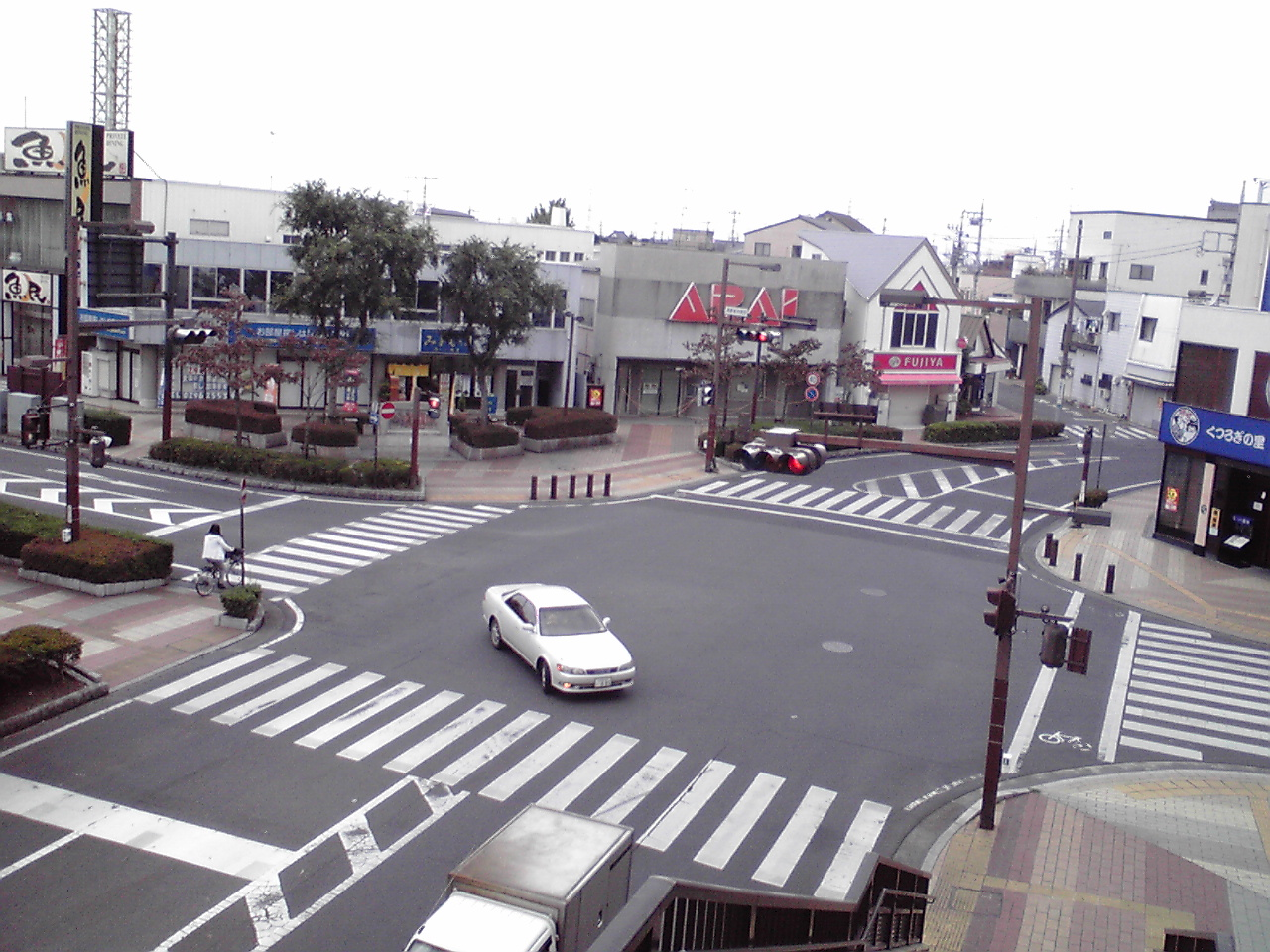
起点付近
画像左方向に下館駅がある。

- 起点：筑西市乙86番3地先（茨城県道306号下館停車場荒線分岐、下館駅北口）[2]
- 終点：筑西市甲936番1（茨城県道7号石岡筑西線交点）[3]
- 総延長：668 m[4]
- 重用延長：なし[4]
- 未供用延長：なし[4]
- 実延長：668 m[4]
- 自動車交通不能区間延長[注釈 1]：なし[4]
- 幅員：16m/車道部6m[5]

## 歴史
1959年（昭和34年）10月14日、下館市田中町の下館停車場を起点とし、二級国道前橋水戸線（国道50号線の前身）交点を終点とする区間を本路線とする県道下館停車場線として茨城県が新たに県道路線認定した。1995年（平成7年）に整理番号305が付された。
かつて歩道のない2車線の道路であったが、道幅が狭く運航していた定期路線バスのすれ違いに支障をきたしていたため、1975年（昭和50年）より午前7時から午後9時までの時間制限付きで、国道50号から下館駅方面へ入り込めないように一方通行の交通規制が敷かれた。その後の時代の変化で、稲荷町商店街は人が離れて閑散となり次第に衰退していった。車を乗り入れさせて人の流れを取り戻したいと考えた地元商店主らを中心に組織する6団体が、道路管理者の茨城県下館土木事務所や下館警察署宛に、下館市長の親書も添えて交通規制解除を請願していたところ、これが認められ、25年ものあいだ規制され続けていた一方通行は、2000年（平成12年）10月1日から規制解除された。
1990年（平成2年）度より、都市計画道路稲荷町線として道路幅12mから16mへの拡幅整備と電線の地中線化を行う街路改良事業化がされ、2000年（平成12年）までに国道50号交差点から150m区間がすでに電線地中線化やバリアフリーの歩道に生まれ変わっていったが、2001年（平成13年）から2008年（平成20年）にかけて同様の拡幅整備が行われ、2008年11月に街路拡幅整備が完成、同年12月18日に最後の拡幅部が供用された。

### 年表

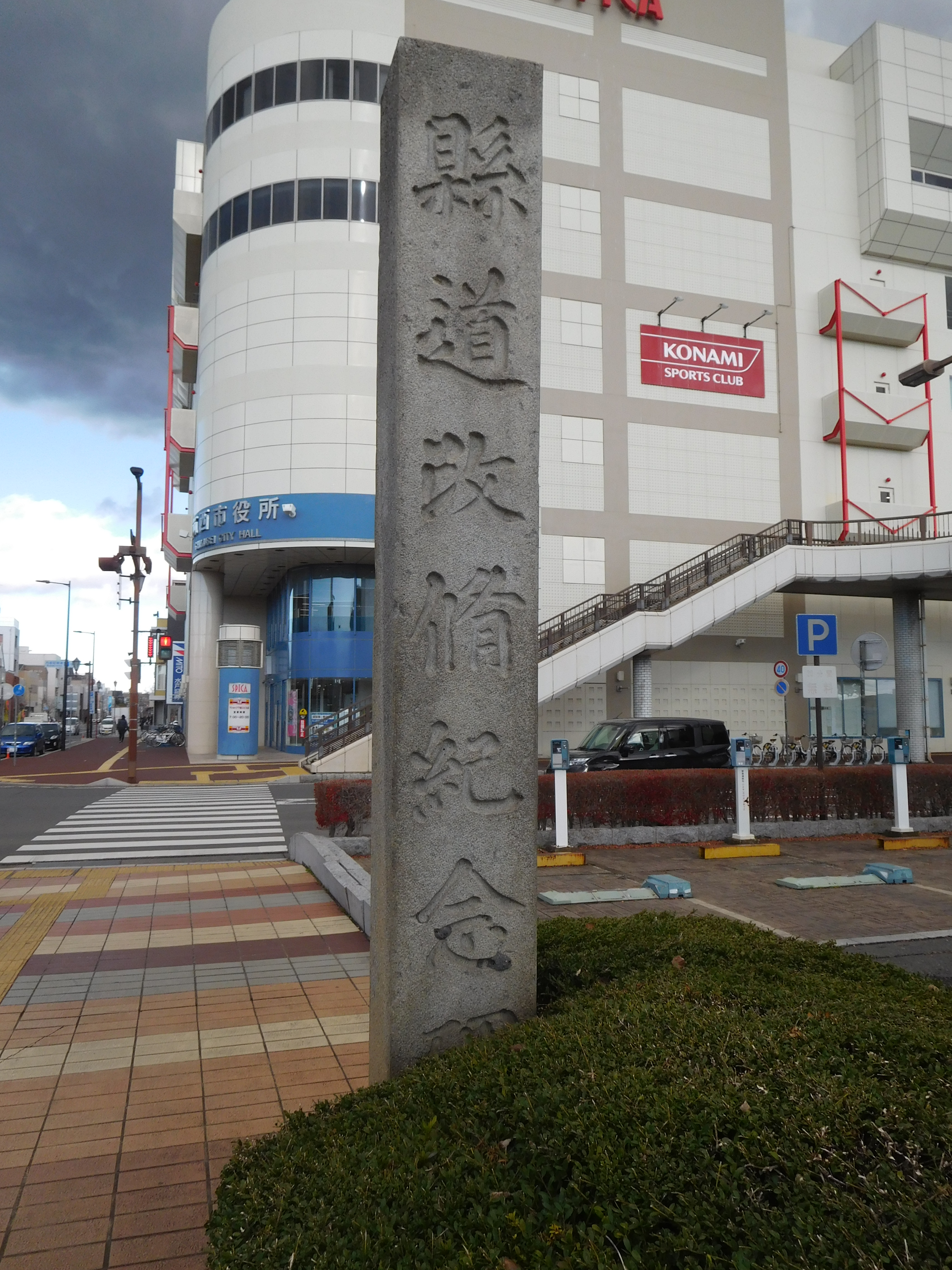
下館駅前に建つ縣道改脩紀念碑
1920年（大正9年）の改修を記念して建てられたもの。

- 1889年（明治22年）1月16日：下館駅が開業する。
- 1920年（大正9年）4月1日：現在の路線の前身である下館停車場線が路線認定される。[6]
- 1959年（昭和34年）10月14日
  - 現在の路線が路線認定される（図面対象番号270）[7]。
  - 道路の区域は、下館市田中町の下館停車場から下館市浦町の二級国道前橋水戸線交点までと決定された[8]。
- 1991年（平成3年）5月27日：再開発事業に伴い、起点の位置変更。延長が20.5 m短縮される[2]。
- 1995年（平成7年）3月30日：整理番号326から現在の番号（整理番号305）に変更される[9]。
- 1997年（平成9年）12月11日：下館市大字稲荷町の一部区間が電線共同溝を整備すべき道路の指定を受ける[10]。
- 2001年（平成13年）
  - 3月5日：現道拡幅及び道路区域除外につき、642 m区間の道路区域に変更となる[3]。
  - 3月30日：現道拡幅改良により下館市大字丙（常陽銀行付近） - 同市大字甲（国道50号）の区間（142 m）が供用開始される[11]。
- 2002年（平成14年）2月4日：下館市大字丙字稲荷 - 同市大字丙字屋敷付の一部区間が電線共同溝を整備すべき道路に指定される[12]。
- 2003年（平成15年）10月16日：現道拡幅改良により下館市字稲荷丙（アルテリオ前交差点 - 常陽銀行前）の区間が供用開始される[13]。
- 2004年（平成16年）
  - 4月1日：現道拡幅改良により下館市字稲荷丙（足利銀行前 - ナガタヤ前）の区間が供用開始される[14]。
  - 10月28日：下館市丙の一部区間が電線共同溝を整備すべき道路に指定される[15]。
- 2007年（平成19年）10月16日：現道拡幅改良により筑西市大字丙（駅前郵便局付近 - 足利銀行前）の区間が供用開始される[16]。
- 2008年（平成20年）12月18日：現道拡幅改良により筑西市大字丙（下館駅前 - 郵便局付近）、（ナガタヤ前 - アルテリオ前交差点）の区間が供用開始される[17]。

## 路線状況
道路法の規定に基づき、筑西市乙（JR下館駅） - 同市丙（田町交差点）間は、緊急輸送道路として機能を維持するため、災害発生時の被害拡大防止を目的に道路用地内に電柱を建てることが制限されている。

## 地理

### 通過する自治体
- 茨城県
  - 筑西市

### 接続・交差する道路
- 茨城県道306号下館停車場荒線（起点）
- 茨城県道7号石岡筑西線（終点：旧国道50号）

### 沿線
- JR水戸線・真岡鐵道真岡線・関東鉄道常総線 下館駅